# 空虚重量
空虚重量（くうきょじゅうりょう、empty weight）は、通常、航空機の重量の定義の一つとして用いられる、機体構造・エンジン・固定装備などの合計重量のこと。乗員、ペイロード、燃料を含めない機体自体の自重。潤滑油、作動油、冷却水、固定バラストなどは含む。
自動車やエンジンの自重を示す場合は、乾燥重量を使う。